# Frankenstein i potwór z piekła
Frankenstein i potwór z piekła (ang. Frankenstein and the Monster from Hell) – brytyjski horror z 1974  roku. Film jest kontynuacją filmu Horror Frankensteina z 1970 roku. Został wyprodukowany przez studio Hammer Film Productions.

## Treść
Młody chirurg, Simon Helder, który usiłował kontynuować dzieło Frankensteina zostaje oskarżony i skazany na pobyt w domu dla obłąkanych. Okazuje się, że tamtejszym psychiatrą jest sam baron Frankenstein, który nie zaprzestał swoich eksperymentów na ludziach. Wkrótce Helder i Frankenstein zaczynają współpracę.

## Obsada
- Peter Cushing (Baron Victor Frankenstein)
- Shane Briant (Dr. Simon Helder)
- Madeline Smith (Sarah)
- David Prowse (Potwór)
- John Stratton (dyrektor Asylum)
- Michael Ward (transwestyta)
- Elsie Wagstaff (dziki człowiek)
- Norman Mitchell (sierżant policji)